# 社會黨 (荷蘭)
社會黨（荷蘭語：Socialistische Partij，缩写为SP）是荷蘭的一个政黨。该党成立於1971年10月22日，当时取名为荷兰共产党/马列；1972年，改用现名。該黨於1994年首次進入國會二院，並在2006年大選後成為荷蘭的主要政黨之一。

## 歷史
社會黨雖然與另一社會民主主義政黨工黨相似，但社會黨比工黨及绿色左翼更為左傾，且不如工黨和绿色左翼親歐盟。
社會黨早期（1971年—1986年）为毛主义政党，后于1991年进一步放弃马克思列宁主义，轉向溫和的欧洲怀疑主义和民主社會主義。
目前社會黨的主要訴求是「人性尊嚴、平等與團結」，並著力於就業、社會福利、教育與醫療議題，社會黨反對全球化與公營事業私有化，並反對荷蘭在阿富汗駐軍。

### 分裂
该党内部曾有多个激进左翼组织活动，包括共产主义纲领、进攻（2009年2月后，其成员被社会党开除）、国际社会主义者、社会主义替代政治等。2020年10月起，由于共产主义纲领与社会党领导层发生严重的意见冲突，共产主义纲领成员被社会党开除。同年11月，该党停止与青年翼“红色，社会党青年”的关系，因为该组织的主席和大多数委员与共产主义纲领有联系。2021年10月，社会党领导层称“红色，社会党青年”和马克思主义论坛的实质为“政党”，并以禁止双重党籍为由，将这两个组织的数十名成员开除出党。2022年，被开除出社会党的几个组织另行组建“社会主义者”党。

## 外部連結
- （荷兰文） 荷蘭社會黨網頁 （页面存档备份，存于）
- （英文） 荷蘭社會黨英文網頁 （页面存档备份，存于）